# TypoPolo

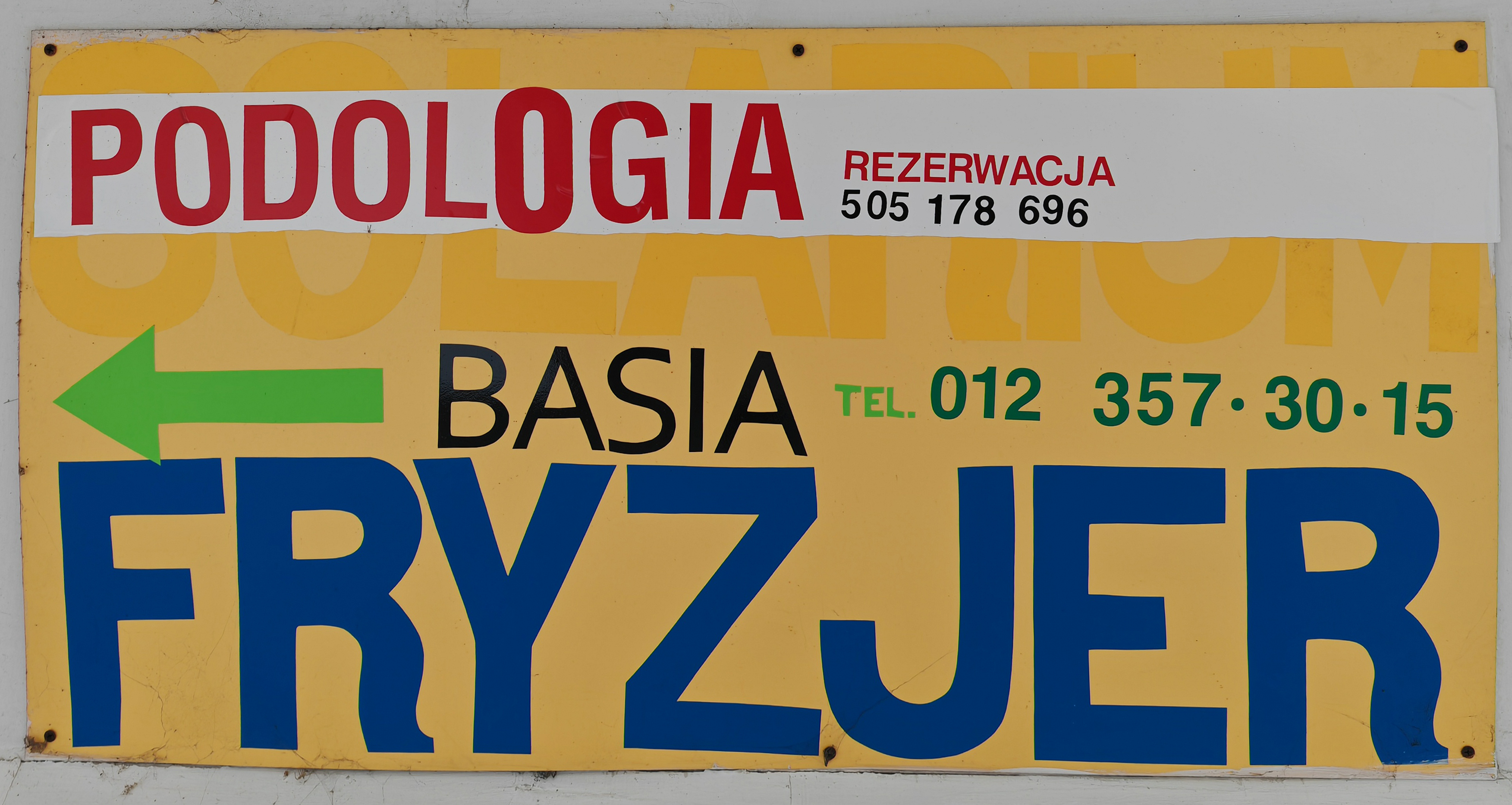
Przykład TypoPolo w Krakowie

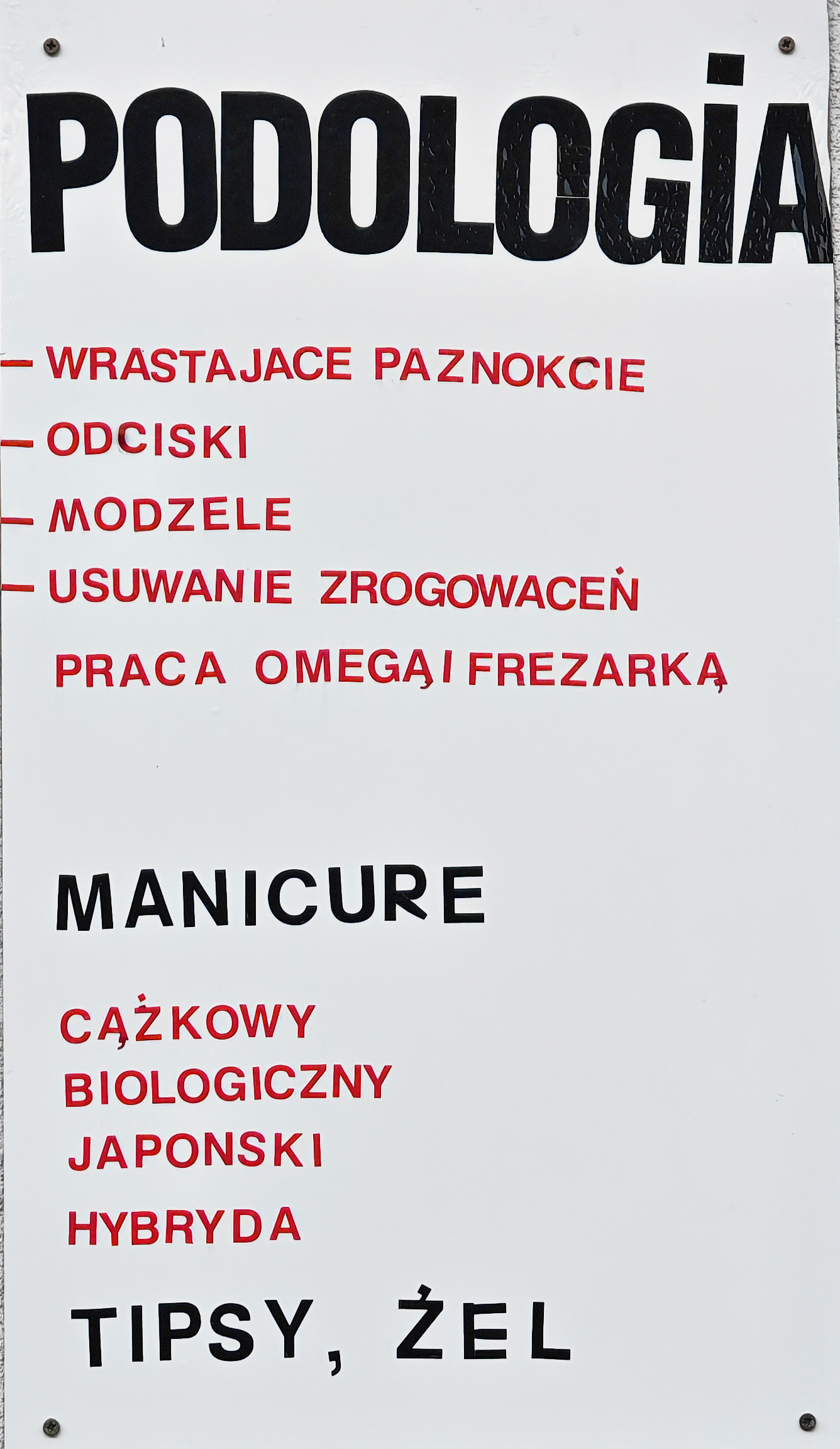
TypoPolo w Krakowie; przykład recyclingu liter i znaków interpunkcyjnych (np. litera 'M' w słowie Modzele pochodzi z szablonu litery 'W'

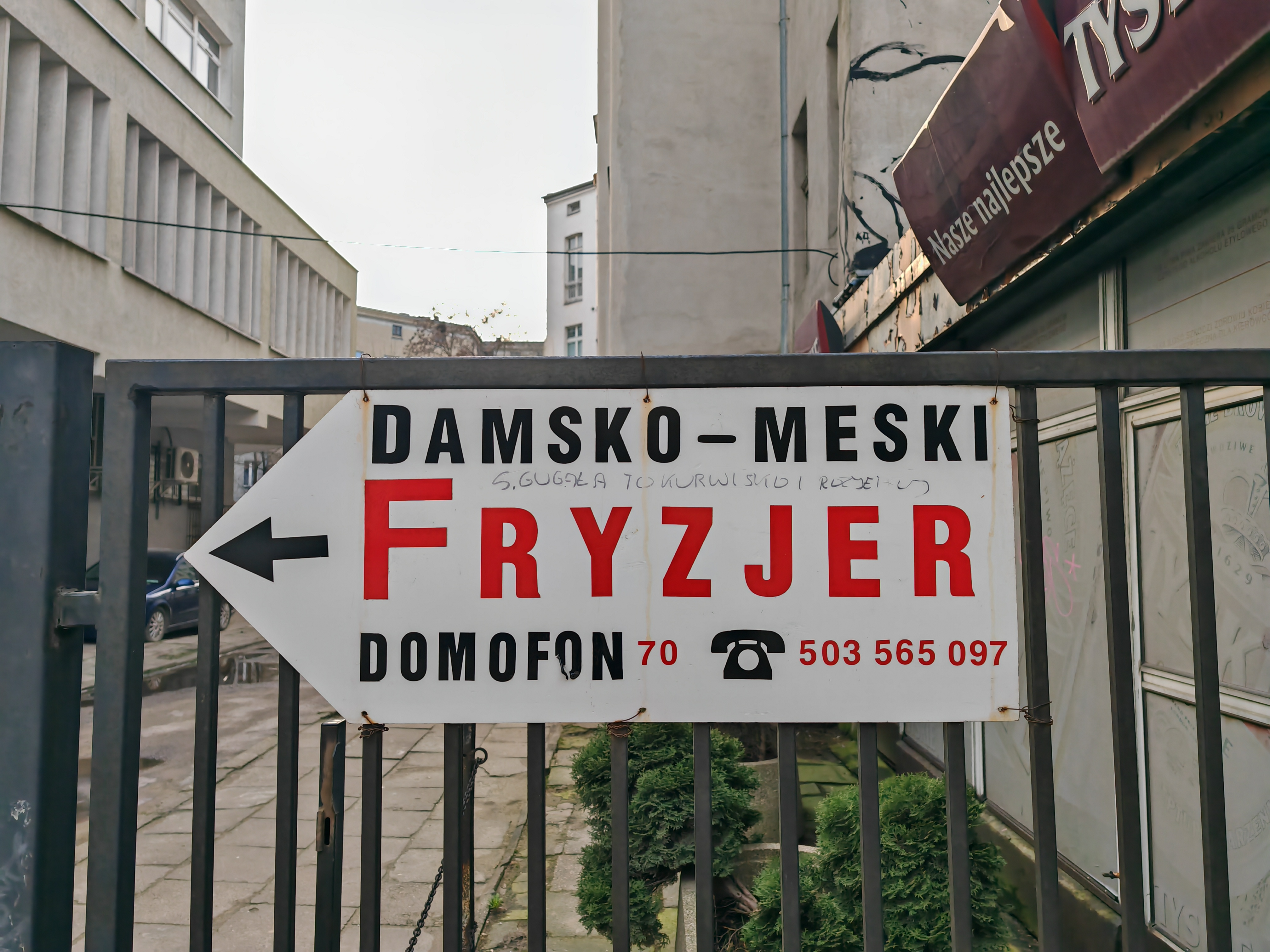
TypoPolo w Łodzi

TypoPolo – amatorska typografia tworzona w Polsce lat 90. XX wieku. Pojęcie powstało z połączenia terminów typografia i disco polo. Charakteryzuje się nieprofesjonalnym liternictwem, kontrastowymi barwami i niestosowaniem się do reguł typografii. Do jej tworzenia wykorzystywano między innymi samoprzylepne litery, kolorowe folie lub zadrukowane kartki w formacie A4. 

## Historia
Początek nurtu TypoPolo związany jest z tzw. Ustawą Wilczka z 1989. Legalizacja własnej działalności gospodarczej zaowocowała powstawaniem prywatnych sklepów i punktów usługowych. Reklamowały one swoje usługi za pomocą szyldów, tablic informacyjnych i reklam. Projekty te robione były ręcznie przy wykorzystaniu najprostszych technik i materiałów. W latach 90. popularne stały się importowane różnokolorowe folie samoprzylepne. Na rynku powstawały firmy oferujące wykonywanie szyldów przy użyciu ploterów. 

## TypoPolo współcześnie
Terminu TypoPolo jako jeden z pierwszych zaczął używać Jakub „Hakobo” Stępień, łódzki projektant graficzny. Posłużył mu on na nazwanie "polskiej biednej typografii" dokumentowanej przez niego od 2001 roku. 
Przez wielu profesjonalistów TypoPolo traktowane jest jako przykład złego gustu projektantów amatorów. Dla projektantów stanowi inspiracje w związku z niekonwencjonalnym użyciem dostępnych materiałów i recyklingiem liter (zamiany M w W i Z w N). W przestrzeni miejskiej w związku ze zmianą estetyki i profesjonalizacją usług reklamowych stylistyka ta zanika.

## Projekty inspirowane TypoPolo
- Krój pisma "Golonka" autorstwa Magdy i Artura Frankowskich – inspirowany napisami umieszczonymi na szybach warszawskiej kawiarni Jaś i Małgosia.
- Krój pisma "Zegarmistrz" autorstwa Edgara Bąka, Jurka Gruchota, Olka Modzelewskiego i Rafaela Drazica – inspirowany szyldem zakładu zegarmistrzowskiego przy ulicy Moniuszki w Warszawie
- Krój pisma "Stocznia" autorstwa Tomka Beresza i Mariana Misiaka – inspirowany napisami na tabliczkach informacyjnych i ostrzegawczych Stoczni Gdańskiej
- Krój pisma "Szewc" autorstwa Joanny Jopkiewicz i Pawła Borkowskiego – inspirowany liternictwem wrocławskich szyldów i tabliczek informacyjnych
- Krój pisma "Naprawa" autorstwa Rene Wawrzkiewicza – na podstawie tablic ręcznie wykonanych przez właściciela warsztatu szewskiego przy ulicy Zwycięzców 55 w Warszawie.
- Krój pisma "Automatyka" autorstwa Rene Warzkiewicza – na podstawie liter z szyldu warsztatu grzewczego przy ulicy Mokotowskiej 24 w Warszawie
- Krój pisma "Wyroby" autorstwa Rene Warzkiewicza – inspirowanymi liternictwem szyldu warsztatu mechanicznego z ulicy Puławskiej 74 w Warszawie
- Krój pisma "Ryby z Ustki" autorstwa Jarka Michalskiego – projekt stworzony na potrzeby identyfikacji wizualnej warszawskiej smażalni Ryby z Ustki
- Identyfikacja Muzeum Sztuki Nowoczesnej w Warszawie autorstwa Ludovica Ballanda – powstała na bazie typografii znalezionej w przestrzeni miejskiej Warszawy i pisma drogowego Marka Sigmunda